# Municipio de Beaver (condado de Barton)
El municipio de Beaver (en inglés: Beaver Township) es un municipio ubicado en el condado de Barton en el estado estadounidense de Kansas. En el año 2010 tenía una población de 99 habitantes y una densidad poblacional de 1,04 personas por km².

## Geografía
El municipio de Beaver se encuentra ubicado en las coordenadas 38°39′42″N 98°39′10″O / 38.66167, -98.65278. Según la Oficina del Censo de los Estados Unidos, el municipio tiene una superficie total de 94.94 km², de la cual 94,83 km² corresponden a tierra firme y (0,11 %) 0,11 km² es agua.

## Demografía
Según el censo de 2010, había 99 personas residiendo en el municipio de Beaver. La densidad de población era de 1,04 hab./km². De los 99 habitantes, el municipio de Beaver estaba compuesto por el 97,98 % blancos, el 2,02 % eran amerindios. Del total de la población el 0 % eran hispanos o latinos de cualquier raza.